# Oreopsyche zabeth
Oreopsyche zabeth är en fjärilsart som beskrevs av Le Cerf 1924. Oreopsyche zabeth ingår i släktet Oreopsyche och familjen säckspinnare. Inga underarter finns listade i Catalogue of Life.